# Heavy Stereo
Heavy Stereo byla anglická kapela alternativního rocku, která byla aktivní v polovině devadesátých let.

## Členové
- Gem Archer – zpěv, rytmická kytara, klavír
- Nez – baskytara
- Pete Downing – sólová kytara
- Nick Jones – bicí, zpěv, perkuse

## Diskografie

### Alba
- Déjà Voodoo (září 1996)

Autorem všech skladeb je Gem Archer.
1. „Chinese Burn“
2. „Cartoon Moon“
3. „Déjà Voodoo“
4. „Tell Yer Ma“
5. „Crown of Thoughts“
6. „Mouse in a Hole“
7. „Bangers and Mash“
8. „Deep Fried Heart“
9. „Reaching for Heaven“
10. „Keep Up“
11. „Planet Empty“
12. „Shooting Star“

- B-Sides & Singles (leden 2010)

1. „Sleep Freak“
2. „Smiler“
3. „Cartoon Moon“
4. „Magic Sponge“
5. „No Small Print“
6. „Worm Brain“
7. „Big Apple Pie“
8. „Freedom Bug“
9. „Pleasure Dip“
10. „Wonderfools“
11. „The Gift“ (coververze skladby od The Jam)